# Chocolates Amatller
Chocolates Amatller fue una empresa española dedicada a la producción de chocolate. Fundada en 1797 en Barcelona, funcionó como empresa familiar hasta 1960. En 1972 fue adquirida por Chocolates Simón Coll, que desde entonces ha comercializado la marca Chocolate Amatller, considerada la firma de chocolate en activo más antigua de Europa.

## Historia
Gabriel Amatller Mas (1768-1830) era el menor de ocho hijos de una familia de campesinos acomodados de Molins de Rey. Para ganarse la vida, se trasladó a Barcelona, donde aprendió el oficio de maestro chocolatero. Tras casarse con la Antonia Ràfols, hija del también chocolatero Domingo Ràfols, en 1797 abrió su propio obrador artesanal en el barrio de la Ribera, en la calle Manresa, 10, donde también fijó su residencia.
A su muerte, tomaron el relevo sus hijos, Antoni (1812-1878) y Domingo (1814-1877) Amatller Ràfols, con la razón social Amatller Hermanos. Expandieron el negocio de su padre, entrando en el comercio de productos coloniales como cacao, azúcar y vainilla, con los que elaboraban sus chocolates.

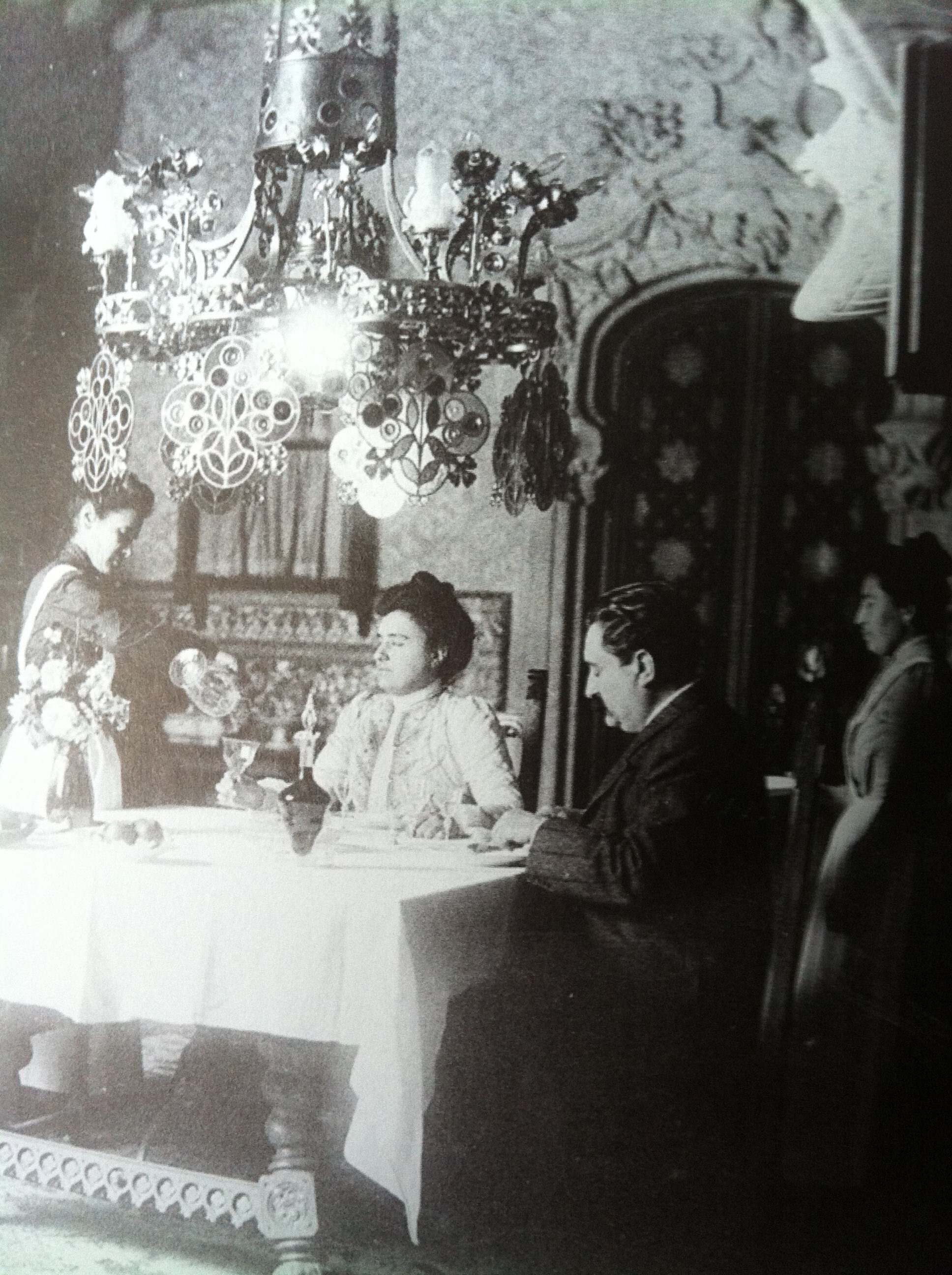
Teresa y Antoni Amatller, en el salón de la Casa Amatller.

El salto definitivo de la marca llegó con la tercera generación, Antoni Amatller Costa (1851-1910), hijo de Antoni Amatller Ràfols. Durante su juventud viajó por Suiza y Francia para conocer el funcionamiento de las industrias chocolateras europeas. En 1878 construyó una nueva y moderna fábrica en el paseo del Cementerio, 138 (actual avenida de Icària), en San Martín de Provensals, por entonces municipio independiente de Barcelona, dejando las oficinas y almacén en la calle Manresa. Gracias a la implantación de adelantos tecnológicos que permitían fabricar a gran escala, con una política comercial basada en una extensa red de comercios distribuidores e introduciendo pioneras técnicas de publicidad, como los carteles modernistas y las colecciones de cromos de prestigiosos artistas, Antoni Amatller se convirtió en el principal fabricante de chocolate español.
Teresa Amatller Cros (1873-1960) quedó al frente del negocio a la muerte de su padre Antoni en 1910. En ese momento la factoría de Poblenou contaba con cerca de 150 empleados y producía 11.000 kilos de chocolate al día. En 1924 abrió una segunda fábrica en Bañolas. En 1928 la compañía se constituyó en sociedad anónima como Chocolates Amatller, SA.
Teresa Amatller fue la última generación familiar al frente de la empresa. Al morir sin descendencia en 1960, la compañía pasó por varios procesos de compraventa hasta que, estando al borde de la desaparición, en 1972 fue adquirida por Chocolates Simón Coll, empresa de San Sadurní de Noya fundada 1840. A pesar del cierre de las fábricas de Bañolas y Poblenou, los nuevos propietarios han mantenido la marca Chocolate Amatller en el mercado.

## Publicidad y promociones
Amatller fue una de las empresas españolas pioneras en el uso de la publicidad, mediante anuncios y carteles encargados a prestigiosos ilustradores. En este sentido, destacan los carteles modernistas realizados por Alfons Mucha. En 1912 la compañía organizó un concurso de carteles que alcanzó gran notoriedad, resultando ganadoras las obras de Rafael de Penagos, Miquel Soldevila, Josep Triadó, Vicente Climent y Francesc A. Galí. En los años 1930 la empresa fue también pionera en el uso de la fotografía publicitaria, con Josep Sala.
A principios del siglo XX, Chocolates Amatller, junto a Chocolates Jaime Boix, introdujo las postales y cromos coleccionables de regalo en sus tabletas, un reclamo comercial que posteriormente imitaron el resto de marcas. Al igual que la cartelería, Amatller encargó sus estampas a prestigiosos ilustradores, como Apel·les Mestres, Gaspar Camps, José Segrelles o Alexandre de Riquer.

## En la cultura popular
La escritora Care Santos se basó en la familia Amatller en su novela Deseo de chocolate, ganadora del Premio Ramon Llull en 2014.